# Teratohyla
A Teratohyla (Centrolenidae) a kétéltűek (Amphibia) osztályába és  a békák (Anura) rendjébe és az üvegbékafélék (Centrolenidae) családjába tartozó nem.

## Elterjedésük
A nembe tartozó fajok Közép-Amerikában és Dél-Amerika északi részén honosak.

## Rendszerezés
A nembe az alábbi fajok tartoznak:
- Teratohyla adenocheira (Harvey & Noonan, 2005)
- Teratohyla amelie (Cisneros-Heredia & Meza-Ramos, 2007)
- Teratohyla midas (Lynch & Duellman, 1973)
- Teratohyla pulverata (Peters, 1873)
- Teratohyla spinosa (Taylor, 1949)